# 戸口坂

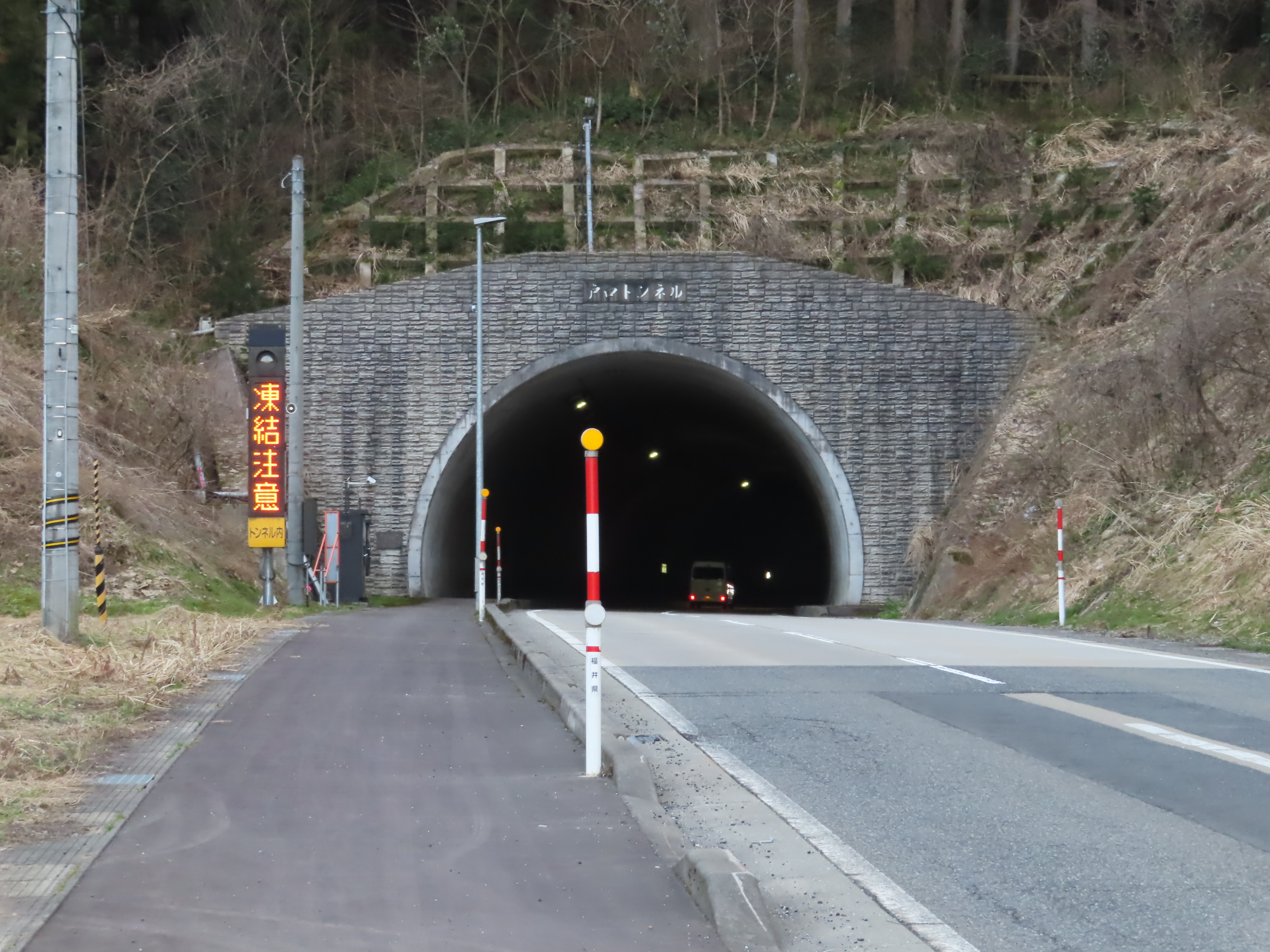
峠の下を通る戸口トンネル（福井市側）

戸口坂（とのくちさか）は、福井県福井市と鯖江市を隔てる峠である。

## 概要
標高122mの福井県道25号福井今立線の旧道上に位置する峠である。2009年現在、直下を戸口トンネルが貫いており、県道上の峠はこのトンネルとなっている。福井市と鯖江市を隔てる峠としては古くから知られた峠であり、歴史的には周囲の金谷峠や榎坂と並んで重要な交通路となっていた。。

## 道路状況
車両での通行は不可能な峠である。トンネルの直前に旧道への入り口がある。現在は峠としての役割は戸口トンネルが担っていることもあり、旧道は道路地図によっては記載すらされていない。

## 戸口トンネル
福井県道25号福井今立線の峠となるトンネルである。